# Ferros a les dents
Ferros a les dents (anglès: 'Braceface') és una sèrie d'animació canadenc-xinesa estrenada a Teletoon al Canadà, a Disney Channel i a Cartoon Network als Estats Units, així com K3 a Catalunya. Va ser produït per l'actriu estatunidenca Alicia Silverstone, i distribuït per la companyia canadenca Nelvana.

## Galeria
- Episodi 1
- Episodi 2
- Episodi 3
- Episodi 4
- Episodi 5
- Episodi 6
- Episodi 7
- Episodi 8
- Episodi 9
- Episodi 10
- Episodi 11
- Episodi 12